# Anita Dorr
Anita Dorr, född Vera Anita Brodin 23 mars 1900 Stockholm, död 4 oktober 1962 i Oscars församling i Stockholm, var en svensk skådespelare.
Anita Dorr är begravd på Djursholms begravningsplats.

## Filmografi
- 1924 – Unge greven ta'r flickan och priset
- 1926 – Fänrik Ståls sägner-del II
- 1926 – Fänrik Ståls sägner-del I
- 1927 – Hin och smålänningen
- 1927 – Spökbaronen
- 1928 – A.-B. Gifta Bort Baron Olson

## Teater

### Roller (ej komplett)
| År   | Roll         | Produktion                            | Regi        | Teater           |
| ---- | ------------ | ------------------------------------- | ----------- | ---------------- |
| 1926 | Alphonsine   | Han som får örfilarna Leonid Andrejev | Gösta Ekman | Oscarsteatern    |
| 1927 | Kitty Verdun | Charleys tant Brandon Thomas          | Elis Ellis  | Djurgårdsteatern |

### Fotnoter
1. ↑  Sveriges dödbok 1901–2009, DVD‐ROM, Version 5.00, Sveriges Släktforskarförbund (2010): Ahlgren f. Brodin, Vera Anita
(19000323-084)
DB / DOR 62?
2. ↑  ”Anita Dorr”. Svensk Filmdatabas. http://www.sfi.se/sv/svensk-filmdatabas/Item/?type=PERSON&itemid=58705&ref=%2ftemplates%2fSwedishFilmSearchResult.aspx%3fid%3d1225%26epslanguage%3dsv%26searchword%3dAnita+Dorr%26type%3dPerson%26match%3dBegin%26page%3d1%26prom%3dFalse. Läst 22 februari 2013.
3. ↑  SvenskaGravar
4. ↑  ”Han som får örfilarna”. Musikverket. http://calmview.musikverk.se/CalmView/Record.aspx?src=CalmView.Performance&id=PERF22315&pos=72. Läst 9 juni 2015.
5. ↑  ”Teater och Musik”. Dagens Nyheter:  s. 7. 26 juli 1927. https://arkivet.dn.se/tidning/1927-07-26/199/7. Läst 22 juli 2019.